# Дуб пірамідальний (Шпола)
Дуб піраміда́льний — ботанічна пам'ятка природи місцевого значення в Україні. Об'єкт розташований на території Шполянського району Черкаської області, при південній околиці міста Шпола (137 Шполянського лісництва). 
Площа 0,01 га. Статус отриманий згідно з рішенням ОВК від 27 червня 1972 року № 367 . Перебуває у віданні Спеціальної загальноосвітньої школи-інтернату м. Шполи. 